# Михалис Стасинопулос
Михаил Стасинопулос е гръцки политик. Той изпълнява длъжността президент на Гърция от 18 декември 1974 до 19 юни 1975.
Роден е в гр. Месини. Завършил е право в Атинския унивеситет през 1934 г. През 1937 г. става доктор по право и започва преподавателската си дейност в същия университет, а през 1943 г. за редовен преподавател по право в Университета Пандион. Бил е ректор на Университета Пандион (1951 – 1958). Известен поет, писател и преводач.
През периода 1951 – 1953 г. е бил директор на Гръцкото национално радио. През 1952 г. е министър на труда в служебното правителство на Домитриос Кюсупулос, а през 1958 г. държавен министър в правителството на Константинос Георгакопулос.
През 1959 г. е референт на Държавния съвет, а в периода 1966 – 1969 г. е негов председател. През 1968 г. е избран за редовен член на Гръцката академия на науките, а през 1970 г. е предложен от Рене Касен за Нобелова награда за мир.
На парламентарните избори през 1974 г. е избран за депутат от Нова демокрация. След референдума от 8 декември 1974 г., когато Гърция е обявена за президентска република, Стасинопулос е избран за първия гръцки президент. Изпълнява длъжността на временен президент от 18 декември 1974 г. до 20 юни 1975 г. След 1975 г. се отказва от участие в политическия живот.
Умира на 31 октомври 2002 г. в Атина.